# Xã Bayou, Quận Ashley, Arkansas
Xã Bayou (tiếng Anh: Bayou Township) là một xã thuộc quận Ashley, tiểu bang Arkansas, Hoa Kỳ. Năm 2010, dân số của xã này là 55 người.